# Wesley Hoedt
Wesley Theodorus Hoedt (pron. [ˈʋɛsli ɦut]; Alkmaar, 6 marzo 1994) è un calciatore olandese, difensore dell'Al-Shabab.

## Caratteristiche tecniche
Nato come attaccante, alle volte impiegato anche come trequartista, lascia tale ruolo all'età di 17 anni per diventare difensore centrale per le sue ottime doti fisiche. Le sue caratteristiche principali sono l'altezza, la forza nel colpire la palla di testa, la grande veemenza che utilizza nei vari contrasti fisici ed una buona tecnica di base.

## Carriera

### Club

#### AZ Alkmaar

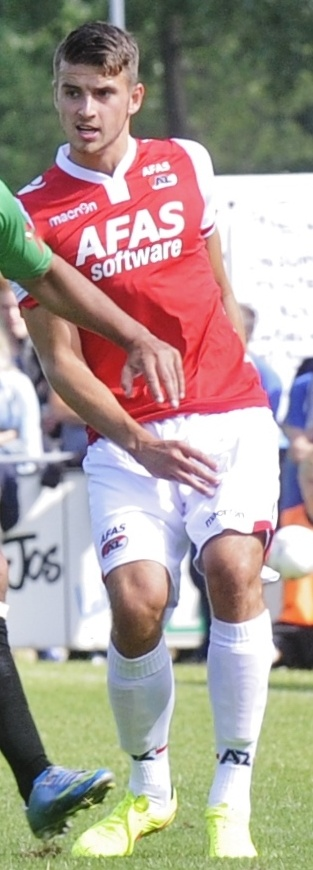
Wesley Hoedt, nel 2014, con la maglia del.

Iniziare a giocare a calcio nelle file del Reiger Boys e dell'Hollandia, fino al 2005 quando passa nelle giovanili dell'AZ Alkmaar. Il 13 dicembre 2012 firma il suo primo contratto da professionista con scadenza nel 2015.
Il 12 dicembre 2013 fa il suo esordio, giocando tutti i minuti di gioco, con la maglia della prima squadra; in occasione della partita, di Europa League, pareggiata, per 2-2, contro i greci del PAOK Salonicco. Il 6 aprile 2014 arriva l'esordio in campionato, sostituendo, al 46º minuto, il compagno di squadra Celso Ortiz nel pareggio esterno, per 2-2, contro il Roda. A fine stagione totalizza 3 presenze.
Nella stagione successiva diviene perno fondamentale della difesa della squadra olandese. Il 14 dicembre 2014 sigla la sua prima rete, da professionista, aprendo le marcature del pareggio interno, per 2-2, contro il Feyenoord. Il 21 gennaio 2015 firma un pre-contratto con il club italiano della Lazio, valevole a partire dal 1º luglio 2015. Conclude la stagione con un bottino di 27 presenze e 2 reti siglate mentre lascia la squadra con un totale, ottenuto in due stagioni, di 30 presenze e 2 reti siglate.

#### Lazio
Il 1º luglio 2015 si aggrega ai nuovi compagni di squadra della Lazio. L'8 agosto successivo, seppur non scendendo in campo, perde la Supercoppa italiana 2015, per 2-0, contro i Campioni d'Italia della Juventus. L'esordio arriva il 13 settembre 2015, in occasione della partita casalinga vinta, per 2-0, contro l'Udinese. Il 1º ottobre successivo arriva anche la prima rete in maglia biancoceleste, in occasione della partita di Europa League, vinta per 3-2, contro i francesi del Saint-Étienne; il difensore olandese mette a segno il gol del momentaneo 2-1 in favore della Lazio. Conclude la sua prima stagione con la maglia biancoceleste totalizzando 35 presenze e 1 rete.
Il 21 agosto 2016, in occasione della trasferta vinta, per 3-4, contro l'Atalanta, mette a segno il suo primo gol in Serie A. Il 17 maggio 2017 perde la finale di Coppa Italia poiché la sua squadra viene superata, per 2-0, dalla Juventus. La seconda stagione si conclude con un bottino di 26 presenze e 3 reti siglate.
Il 13 agosto 2017 vince il suo primo titolo in maglia biancoceleste poiché la Lazio si impone, per 2-3, sulla Juventus nella partita valida per l'assegnazione della Supercoppa italiana 2017.

#### Southampton
Il 22 agosto successivo viene acquistato, a titolo definitivo, dal club inglese del Southampton per una cifra vicina ai 17 milioni di euro con il quale firma un contratto quinquennale. L'esordio arriva il 9 settembre 2017 in occasione della sconfitta casalinga, per 0-2, contro il Watford. Il 17 febbraio 2018 arriva la prima rete in terra inglese in occasione della trasferta vinta, per 1-2, contro il West Bromwich. Chiude la sua prima stagione in Inghilterra con un bottino di 32 presenze e 1 rete.

#### Celta Vigo e Anversa
Con l'arrivo di Ralph Hasenhüttl sulla panchina dei Saints Hoedt perde il posto da titolare, venendo addirittura messo in tribuna; allora il 22 gennaio 2019 viene ceduto in prestito alla squadra spagnola del Celta Vigo (dopo 13 partite senza reti, tutte in campionato nessuna nelle coppe).
Il 2 settembre 2019 viene ceduto in prestito all'Anversa.

#### Ritorno alla Lazio e cessione all’Anderlecht
Il 5 ottobre 2020 fa ritorno alla Lazio con la formula del prestito. Arrivato come potenziale titolare, non convince l'allenatore Simone Inzaghi, che nel finale di stagione lo mette anche fuori rosa per fare spazio al rientrante Luiz Felipe.
Il 17 giugno 2021 passa all’Anderlecht firmando un contratto quadriennale.

#### Watford
Il 31 Gennaio 2023 viene ufficializzato il suo passaggio al Watford per 2 milioni di euro.

### Nazionale

#### Giovanile
Ha fatto parte, anche seppur non scendendo mai in campo, della Selezione olandese che ha partecipato al Campionato europeo di calcio Under-19 2013 in Lituania.

#### Maggiore
A marzo 2017 viene convocato per la prima volta, dal CT Danny Blind, in nazionale maggiore con la quale esordisce il 25 dello stesso mese nel match di qualificazione mondiale perso, per 2-0, contro la Bulgaria subentrando al compagno di squadra Matthijs de Ligt all'inizio del secondo tempo.

## Statistiche

### Presenze e reti nei club
Statistiche aggiornate al 2 maggio 2025.
| Stagione           | Squadra            | Campionato         | Campionato | Campionato | Coppe nazionali | Coppe nazionali | Coppe nazionali | Coppe continentali | Coppe continentali | Coppe continentali | Altre coppe | Altre coppe | Altre coppe | Totale | Totale |
| Stagione           | Squadra            | Comp               | Pres       | Reti       | Comp            | Pres            | Reti            | Comp               | Pres               | Reti               | Comp        | Pres        | Reti        | Pres   | Reti   |
| ------------------ | ------------------ | ------------------ | ---------- | ---------- | --------------- | --------------- | --------------- | ------------------ | ------------------ | ------------------ | ----------- | ----------- | ----------- | ------ | ------ |
| 2013-2014          | AZ Alkmaar         | ED                 | 1+1        | 0          | CO              | 0               | 0               | UEL                | 1                  | 0                  | SO          | 0           | 0           | 3      | 0      |
| 2014-2015          | AZ Alkmaar         | ED                 | 24         | 2          | CO              | 3               | 0               | -                  | -                  | -                  | -           | -           | -           | 27     | 2      |
| Totale AZ Alkmaar  | Totale AZ Alkmaar  | Totale AZ Alkmaar  | 25+1       | 2          |                 | 3               | 0               |                    | 1                  | 0                  |             | -           | -           | 30     | 2      |
| 2015-2016          | Lazio              | A                  | 25         | 0          | CI              | 2               | 0               | UCL+UEL            | 0+8                | 0+1                | SI          | 0           | 0           | 35     | 1      |
| 2016-2017          | Lazio              | A                  | 23         | 2          | CI              | 3               | 1               | -                  | -                  | -                  | -           | -           | -           | 26     | 3      |
| 2017-2018          | Southampton        | PL                 | 28         | 0          | FACup+CdL       | 4+0             | 1+0             | -                  | -                  | -                  | -           | -           | -           | 32     | 1      |
| 2018-gen. 2019     | Southampton        | PL                 | 13         | 0          | FACup+CdL       | 0+0             | 0               | -                  | -                  | -                  | -           | -           | -           | 13     | 0      |
| Totale Southampton | Totale Southampton | Totale Southampton | 41         | 0          |                 | 4               | 1               |                    | -                  | -                  |             | -           | -           | 45     | 1      |
| gen.-giu. 2019     | Celta Vigo         | PD                 | 10         | 0          | CR              | 0               | 0               | -                  | -                  | -                  | -           | -           | -           | 10     | 0      |
| 2019-2020          | Anversa            | PL                 | 21         | 0          | CB              | 4               | 0               | -                  | -                  | -                  | -           | -           | -           | 25     | 0      |
| 2020-2021          | Lazio              | A                  | 17         | 0          | CI              | 2               | 0               | UCL                | 7                  | 0                  | -           | -           | -           | 26     | 0      |
| Totale Lazio       | Totale Lazio       | Totale Lazio       | 65         | 2          |                 | 7               | 1               |                    | 15                 | 1                  |             | -           | -           | 86     | 4      |
| 2021-2022          | Anderlecht         | PL                 | 32+6       | 1          | CB              | 6               | 2               | UECL               | 4                  | 1                  | -           | -           | -           | 48     | 4      |
| 2022-gen. 2023     | Anderlecht         | PL                 | 15         | 0          | CB              | 0               | 0               | UECL               | 10                 | 0                  | -           | -           | -           | 25     | 0      |
| Totale Anderlecht  | Totale Anderlecht  | Totale Anderlecht  | 47+6       | 1          |                 | 6               | 2               |                    | 14                 | 1                  |             | -           | -           | 73     | 4      |
| gen.-giu. 2023     | Watford            | FLC                | 15         | 1          | FACup+CdL       | -               | -               | -                  | -                  | -                  | -           | -           | -           | 15     | 1      |
| 2023-2024          | Watford            | FLC                | 44         | 3          | FACup+CdL       | 3+1             | 0+0             | -                  | -                  | -                  | -           | -           | -           | 48     | 3      |
| Totale Watford     | Totale Watford     | Totale Watford     | 59         | 4          |                 | 4               | 0               |                    | -                  | -                  |             | -           | -           | 63     | 4      |
| 2024-2025          | Al-Shabab          | SPL                | 27         | 5          | KCC             | 4               | 0               | -                  | -                  | -                  | -           | -           | -           | 31     | 5      |
| Totale Carriera    | Totale Carriera    | Totale Carriera    | 302        | 14         |                 | 32              | 4               |                    | 30                 | 2                  |             | -           | -           | 364    | 20     |

### Cronologia presenze e reti in nazionale
| Cronologia completa delle presenze e delle reti in nazionale ― Paesi Bassi | Cronologia completa delle presenze e delle reti in nazionale ― Paesi Bassi | Cronologia completa delle presenze e delle reti in nazionale ― Paesi Bassi | Cronologia completa delle presenze e delle reti in nazionale ― Paesi Bassi | Cronologia completa delle presenze e delle reti in nazionale ― Paesi Bassi | Cronologia completa delle presenze e delle reti in nazionale ― Paesi Bassi | Cronologia completa delle presenze e delle reti in nazionale ― Paesi Bassi | Cronologia completa delle presenze e delle reti in nazionale ― Paesi Bassi |
| Data                                                                       | Città                                                                      | In casa                                                                    | Risultato                                                                  | Ospiti                                                                     | Competizione                                                               | Reti                                                                       | Note                                                                       |
| -------------------------------------------------------------------------- | -------------------------------------------------------------------------- | -------------------------------------------------------------------------- | -------------------------------------------------------------------------- | -------------------------------------------------------------------------- | -------------------------------------------------------------------------- | -------------------------------------------------------------------------- | -------------------------------------------------------------------------- |
| 25-3-2017                                                                  | Sofia                                                                      | Bulgaria                                                                   | 2 – 0                                                                      | Paesi Bassi                                                                | Qual. Mondiali 2018                                                        | -                                                                          | 46’                                                                        |
| 28-3-2017                                                                  | Amsterdam                                                                  | Paesi Bassi                                                                | 1 – 2                                                                      | Italia                                                                     | Amichevole                                                                 | -                                                                          |                                                                            |
| 31-5-2017                                                                  | Marrakech                                                                  | Marocco                                                                    | 1 – 2                                                                      | Paesi Bassi                                                                | Amichevole                                                                 | -                                                                          |                                                                            |
| 9-6-2017                                                                   | Rotterdam                                                                  | Paesi Bassi                                                                | 5 – 0                                                                      | Lussemburgo                                                                | Qual. Mondiali 2018                                                        | -                                                                          |                                                                            |
| 31-8-2017                                                                  | Parigi                                                                     | Francia                                                                    | 4 – 0                                                                      | Paesi Bassi                                                                | Qual. Mondiali 2018                                                        | -                                                                          |                                                                            |
| 3-9-2017                                                                   | Amsterdam                                                                  | Paesi Bassi                                                                | 3 – 1                                                                      | Bulgaria                                                                   | Qual. Mondiali 2018                                                        | -                                                                          |                                                                            |
| Totale                                                                     |                                                                            | Presenze                                                                   | 6                                                                          |                                                                            | Reti                                                                       | 0                                                                          |                                                                            |

## Palmarès

### Club

#### Competizioni nazionali
- Supercoppa italiana: 1

Lazio: 2017
- Coppa del Belgio: 1

Anversa: 2019-2020